# Felix Ermacora

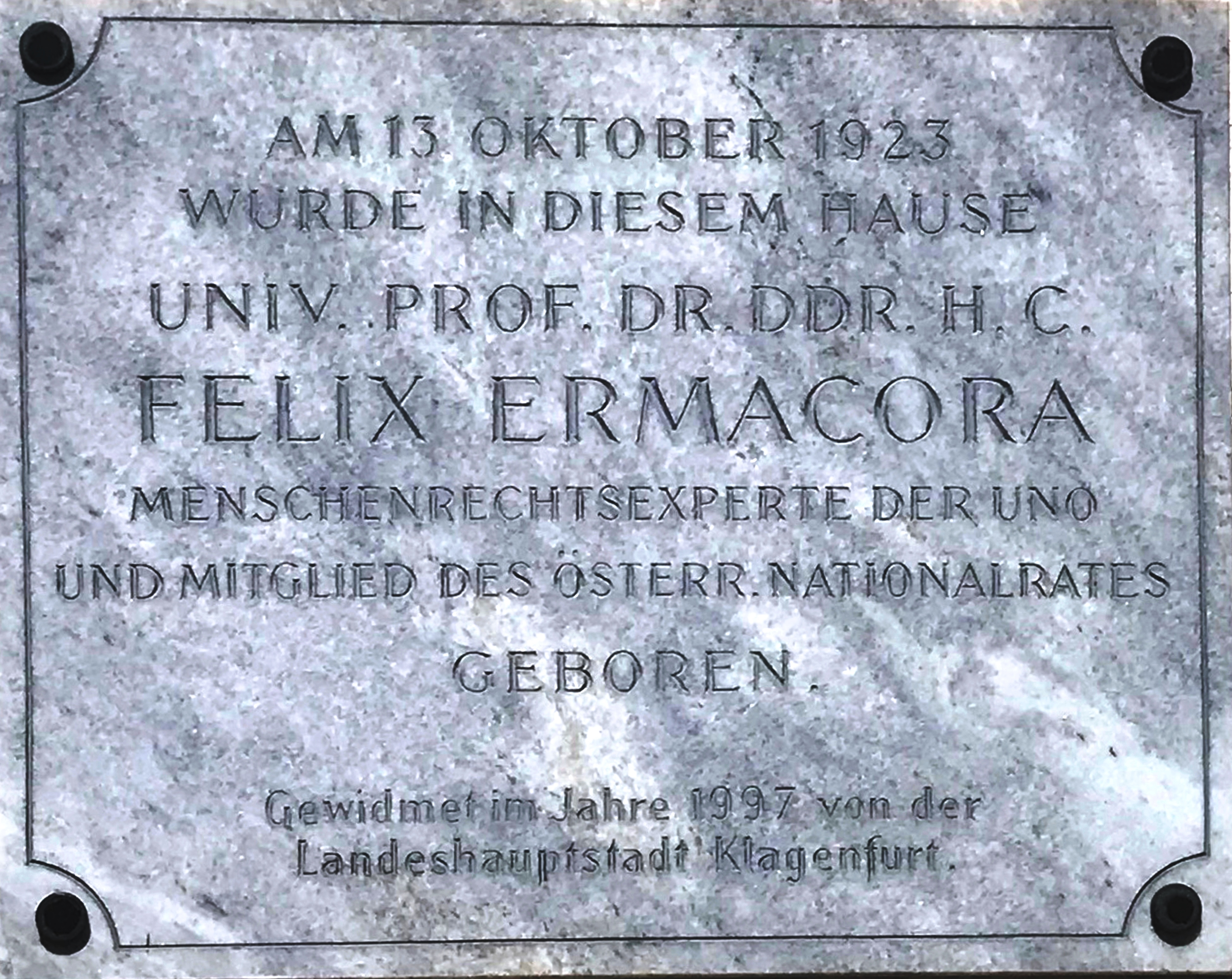
Gedenktafel am Geburtshaus, Benediktinermarkt Nr. 3 in Klagenfurt

Felix Maria Josef Arnold Ermacora (* 13. Oktober 1923 in Klagenfurt; † 24. Februar 1995 in Wien) war ein österreichischer Verfassungsrechtler und Menschenrechtsexperte. Er war von 1971 bis 1990 Nationalratsabgeordneter der ÖVP.

## Leben
Felix Ermacora wurde am 13. Oktober 1923 als Sohn von Franz Josef Andreas Ermacora (* 9. April 1886 in Laibach), Beamter bei der Südbahn (als Südbahn-Oberrevident) und später bei den Bundesbahnen Österreich, und dessen Ehefrau Inez Juliana Maria Olga E. (geborene von Münzel; * 11. April 1897 in Perau bei Villach) im Landeskrankenheim Klagenfurt geboren und am 23. Oktober 1923 auf den Namen Felix Maria Josef Arnold getauft. Seine Eltern, die beide bei einem Bombenangriff während des Zweiten Weltkriegs starben, hatten am 14. September 1922 in Payerbach in Niederösterreich geheiratet. Nach dem Besuch der Volksschule in Villach, der Mittelschule in Graz, St. Paul und Regensburg studierte Ermacora Rechts- und Staatswissenschaften an der Universität Innsbruck sowie für zwei Semester an der Universität von Paris. Am 31. Juli 1948 promovierte er in Innsbruck zum Doktor der Rechte. Von Juli 1948 bis Oktober 1948 sowie von November 1949 bis September 1952 arbeitete er in mehrmonatiger Verwaltungspraxis beim Magistrat Villach sowie als wissenschaftliche Hilfskraft und später als Assistent an der hiesigen Fakultät. Im März 1952 wurde er dem Verfassungsdienst des Bundeskanzleramtes zur Dienstleistung zugeteilt und schloss daraufhin im Jahr 1953 seine praktisch-politische Prüfung für den höheren Verwaltungsdienst mit ausgezeichnetem Erfolg ab. Aufgrund der Habilitationsschrift Das Wesen und die Grundformen der Zentralisation wurde ihm bereits im Sommer 1951 die Lehrbefugnis für allgemeine Staatslehre und österreichisches Verfassungsrecht der Fakultät in Innsbruck verliehen. Im Juli 1952 erwarb er zudem die Lehrbefugnis an der rechts- und staatswissenschaftlichen Fakultät der Universität Wien. Seit der Erkrankung von Ludwig Adamovich senior übernahm er zusätzlich zu seinen Vorlesungen und Lehrveranstaltungen auch dessen Lehrveranstaltung in Vertretung. Eine Berufung als außerordentlicher Professor an die Universität Saarbrücken nahm Ermacora im November 1952 nicht an.
Ab 1957 war der Jurist Ermacora an der Universität Innsbruck Professor für Staatswissenschaft und Völkerrecht und ab 1964 Professor für Staats- und Verwaltungsrecht an der Universität Wien. Ab 1958 war er auch Mitglied der Europäischen Menschenrechtskommission und der UN-Menschenrechtskommission. 1974 war er Präsident der UN-Menschenrechtskommission. Ab 1984 war er Berichterstatter der UN für Afghanistan. 1992 wurde er Direktor des Ludwig-Boltzmann-Institutes für Menschenrechte. Er war Kuratoriumsmitglied der Internationalen Gesellschaft für Menschenrechte, die vor allem Menschenrechtsverletzungen in kommunistischen Staaten anprangerte.
Neben Pionierleistungen auf dem Gebiet der Menschenrechte hat sich Ermacora insbesondere mit Südtirol befasst: Er war langjähriger ÖVP-Südtirolsprecher und Präsident des Südtirol-Unterausschusses im Nationalrat und hat mehrere Publikationen zur völkerrechtlichen und politischen Entwicklung Südtirols nach 1945 verfasst.
In einem Rechtsgutachten, das er 1991 im Auftrag der Bayerischen Staatsregierung erstellte, kam er zu dem Ergebnis, dass die Vertreibung der Deutschen aus der Tschechoslowakei in den Jahren 1945/46 den Tatbestand des Völkermordes erfüllt habe:

„Die Vertreibung der Sudetendeutschen aus der angestammten Heimat von 1945 bis 1947 und die fremdbestimmte Aussiedlung nach dem Zweiten Weltkrieg widersprach nicht nur der in der Atlantik-Charta und dann in der Charta der UN verheißenen Selbstbestimmung, sondern die Vertreibung der Sudetendeutschen ist Völkermord und Verbrechen gegen die Menschlichkeit, die nicht verjährbar sind.“

Ermacora kannte keine Berührungsängste mit der äußeren politischen Rechten: So trat er 1994 beim Innsbrucker „Freiheits-Kommers“ der deutschnationalen Burschenschaften auf, war Referent der vom Verfassungsschutz beobachteten Gesellschaft für Freie Publizistik, Interviewpartner der Jungen Freiheit und redigierte maßgeblich den Sammelband „Identität und Nation“, der 1987 vom rechtsextremen Grabert-Verlag herausgegeben wurde. Er war auch eines der wenigen ÖVP-Mitglieder, die regelmäßig in der rechtsextremen Aula publizierten.
Um völkerrechtliche Arbeiten in seinem Sinn weiterführen zu können, wurde im Herbst 1998 das Felix-Ermacora-Institut gegründet. Anlässlich seines zehnten Todestages wurde 2005 vom ÖVP-Parlamentsklub und der Politischen Akademie der ÖVP der Felix-Ermacora-Menschenrechtspreis gestiftet. Die ersten Preisträger waren Pater Georg Sporschill und der ORF-Journalist Friedrich Orter.
Ermacora erhielt Ehrungen aus verschiedenen Ländern, unter anderem Verdienstorden aus Deutschland und Frankreich, sowie den UNESCO-Preis für Menschenrechte und den Europäischen Menschenrechtspreis des Europarates. Die Universitäten Köln und Straßburg verliehen ihm die Ehrendoktorwürde. Er war Mitglied der Vereinigung für Verfassungsgeschichte.
Zwischen 1967 und 1973 amtierte er als Präsident des Österreichischen Alpenvereines; von 2013 bis 2023 hatte sein Sohn Andreas Ermacora die gleiche Position inne. Unter seiner Präsidentschaft war der Verein an der Errichtung des Nationalparks Hohe Tauern beteiligt. Der Alpenverein stellte auch seinen umfassenden Grundbesitz in Kärnten und Osttirol zur Verfügung.
Von 1993 bis zu seinem Tod war er Präsident des Österreichischen Kameradschaftsbundes.
Zu seinen Schülern zählt Manfred Nowak.
Am 24. Februar 1995 starb Ermacora im Alter von 71 Jahren in der Klinik Hietzing.

## Privates
In erster Ehe war er seit 11. Juli 1953 mit Gerda Wildmoser standesamtlich (in Linz) verheiratet. Die kirchliche Trauung fand erst Jahre später, am 2. Jänner 1960, ebenfalls in Linz, in der Kapuzinerkirche, statt. Aus dieser Ehe stammt auch der bereits genannte Sohn Andreas (* 1960). Am 15. Juni 1971 heiratete er in Wien-Penzing standesamtlich in zweiter Ehe eine Helga Wilhelmine Grote.

## Auszeichnungen
- 1976: Großes Silbernes Ehrenzeichen für Verdienste um die Republik Österreich[9]
- 1977: Europäischer Karlspreis der Sudetendeutschen Landsmannschaft
- 1987: Großes Goldenes Ehrenzeichen für Verdienste um die Republik Österreich[10]
- 1990: Großes Silbernes Ehrenzeichen mit dem Stern für Verdienste um die Republik Österreich[10]

## Schriften (Auszug)
- zahlreiche Veröffentlichungen in den Juristischen Blättern ab 1950[3]
- Handbuch der Grundfreiheiten und der Menschenrechte, 1963.
- Allgemeine Staatslehre, 2 Bände, 1970.
- Österreichische Verfassungslehre, 2 Bände, 1970/80.
- Südtirol und das Vaterland Österreich, 1984.
- Geheimbericht der Südtiroler Delegation zur Pariser Konferenz 1946, 1987.
- Grundriß der Menschenrechte in Österreich, 1988.
- Die Entstehung der Bundesverfassung, 5 Bände, 1986–1993.
- Menschenrechte in der sich wandelnden Welt, 3 Bände, 1974–1994.
- Südtirol. Die verhinderte Selbstbestimmung, 1991.
- Menschenrechte ohne Wenn und Aber. Erlebnisse und Begegnungen, 1993.